# Upplands runinskrifter 1046
Upplands runinskrifter 1046 är den näst västligaste (den andra från vänster) av de fyra runstenerna utanför Björklinge kyrka. De andra tre stenarna är U 1045, U 1047 och U 1048. En informationstavla vid stenarna saknas.
Runsten av blågrå, finkornig, hård granit, med dimensionerna 1,65 meter i höjd och 1,76 m bred. Ytan är hårt sliten på den tid, då stenen låg som gånghäll i stigluckan i Björklinge östra kyrkogårdsport.

## Inskriften

### Inskriften i runor
...ᛁᚴᛅᛁᛦ᛫ᛚᛁᛏ᛫ᚱᛂᛋᛅ᛫ᛋᛏᛂᚾ᛫ᛅᚢᚴ᛫ᚴᛂᚱᛅ᛫ᛒᚢᚱᚯ᛫ᛂᚠᛏᛁᛦ᛫ᛋᛁᛁᛏᛂᚱᚠ᛫ᛒᚢᚱᛓᚦᚢᚱ᛫ᛋᛁᚾ

### Inskriften i translitterering
...gæiRR let ræisa stæin ok gæra bro æftiR Sædiarf/Sigdiarf, broður sinn.

### Inskriften i översättning
"...-geir lät resa stenen och göra bro efter Sigdjärv, sin broder"
Det är oviss vilka de två namn var. Möjligtvis hade de båda bröderna namn med samma förled: SœgœÍRR och SœdiarfR.

## Historia
Runstenen flyttades 1920 till sin nuvarande plats utanför kyrkan. Alla runstenor vid Björklinge kyrka har målats om sommaren 2008.

## Bildgalleri

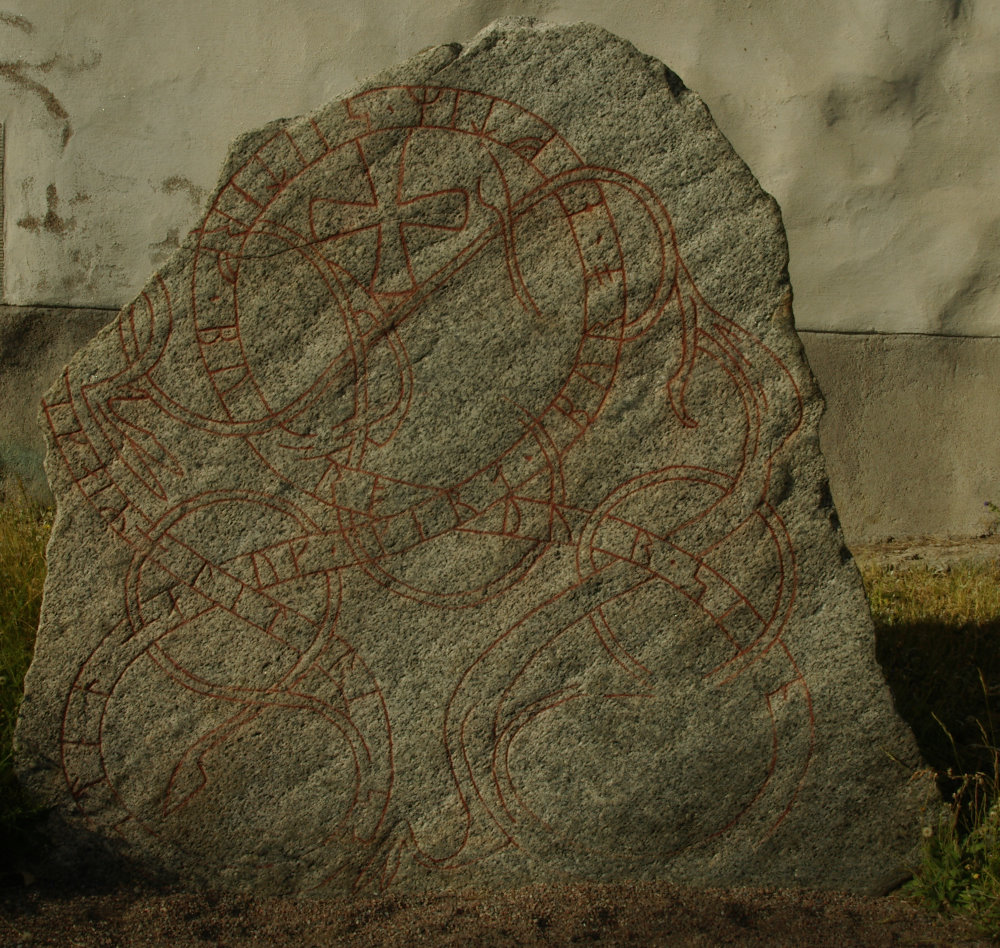
U 1046 år 2006
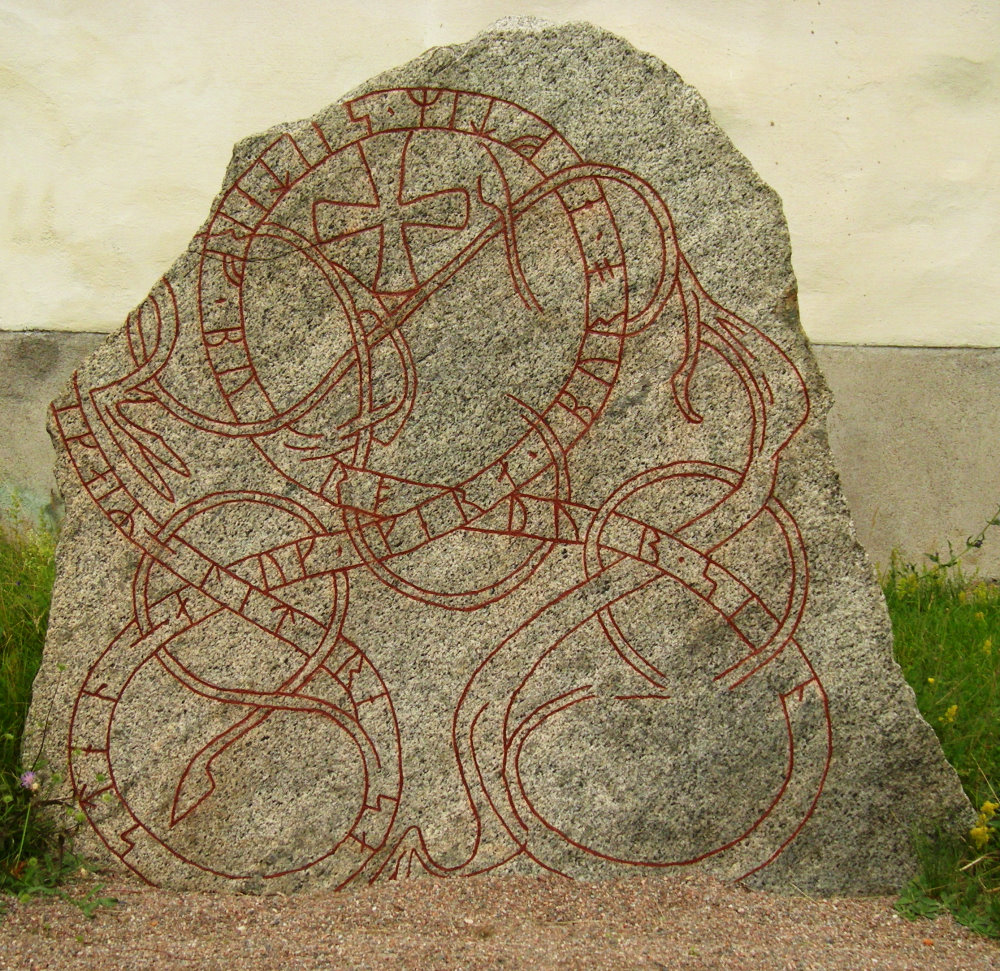
U 1046 år 2009